# Sam Sparro (album)
Sam Sparro – debiutancki album piosenkarza Sama Sparro. Płyta została wydana 28 kwietnia 2008 w Wielkiej Brytanii. Pierwszym singlem została piosenka Black and Gold, dzięki której album odniósł duży sukces w Europie i Australii.

## Lista utworów
1. "Too Many Questions" – 3:56
2. "Black and Gold" – 4:35
3. "21st Century Life" – 4:21
4. "Sick" – 4:08
5. "Waiting For Time" (Sparro, Eg White) – 3:32
6. "Recycle It!" – 1:17
7. "Cottonmouth" – 3:37
8. "Hot Mess" (Sparro, Eg White) – 3:01
9. "Pocket" (Sparro, Paul Epworth) – 4:45
10. "Cut Me Loose" – 3:54
11. "Sally" – 3:59
12. "Clingwrap" – 4:01
13. "Can't Stop This" (Sparro, Epworth) – 12:17

### Wersja USA
1. "S.A.M.S.P.A.R.R.O" (Sparro) – 2:33
2. "Too Many Questions" – 3:56
3. "Black and Gold" – 4:35
4. "21st Century Life" – 4:21
5. "Sick" – 4:08
6. "Waiting for Time" (Sparro, Eg White) – 3:32
7. "Recycle It!" – 1:17
8. "Cottonmouth" – 3:37
9. "Hot Mess" (Sparro, Eg White) – 3:01
10. "Pocket" (Sparro, Epworth) – 4:45
11. "Cut Me Loose" – 3:54
12. "Sally" – 3:59
13. "Clingwrap" – 4:01
14. "Still Hungry" (hidden track) - 4:27

### Wersja niemiecka i kanadyjska
1. "Too Many Questions" – 3:56
2. "Black and Gold" – 4:35
3. "21st Century Life" – 4:21
4. "Sick" – 4:08
5. "Waiting for Time" (Sparro, Eg White) – 3:32
6. "Recycle It!" – 1:17
7. "Cottonmouth" – 3:37
8. "Hot Mess" (Sparro, Eg White) – 3:01
9. "Pocket" (Sparro, Epworth) – 4:45
10. "Cut Me Loose" – 3:54
11. "Sally" – 3:59
12. "Can't Stop This" – 12:17

## Pozycje
| 2008 | Sam Sparro | 4 | 38 | 23 | 94 |